# Mihail Kogălniceanu (okręg Vaslui)
Mihail Kogălniceanu – wieś w Rumunii, w okręgu Vaslui, w gminie Arsura. W 2011 roku liczyła 103 mieszkańców.